# رباط کوهک رود بالا
رباط کوهک رود بالا مربوط به دوره صفوی است و در شهرستان سربیشه، روستای کوهک رود واقع شده و این اثر در تاریخ ۲۵ اسفند ۱۳۷۹ با شمارهٔ ثبت ۳۵۲۱ به‌عنوان یکی از آثار ملی ایران به ثبت رسیده است.